# Dasychira aurantifascia
Dasychira aurantifascia är en fjärilsart som beskrevs av George Francis Hampson 1893. Dasychira aurantifascia ingår i släktet Dasychira och familjen tofsspinnare. Inga underarter finns listade i Catalogue of Life.